# Cityvorming in Amsterdam

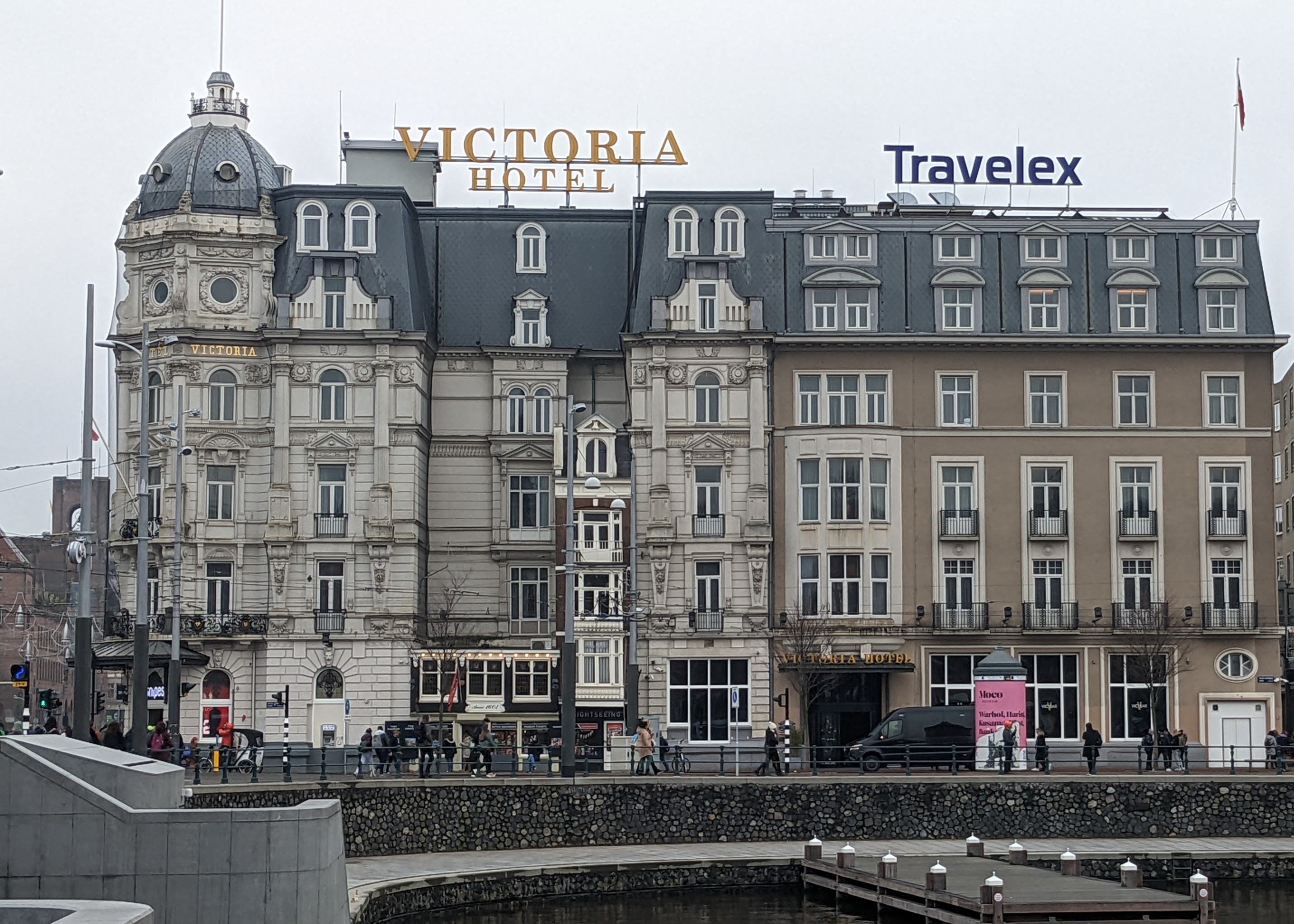
Schaalvergroting in beeld: het Victoria Hotel overschaduwt oudere panden.

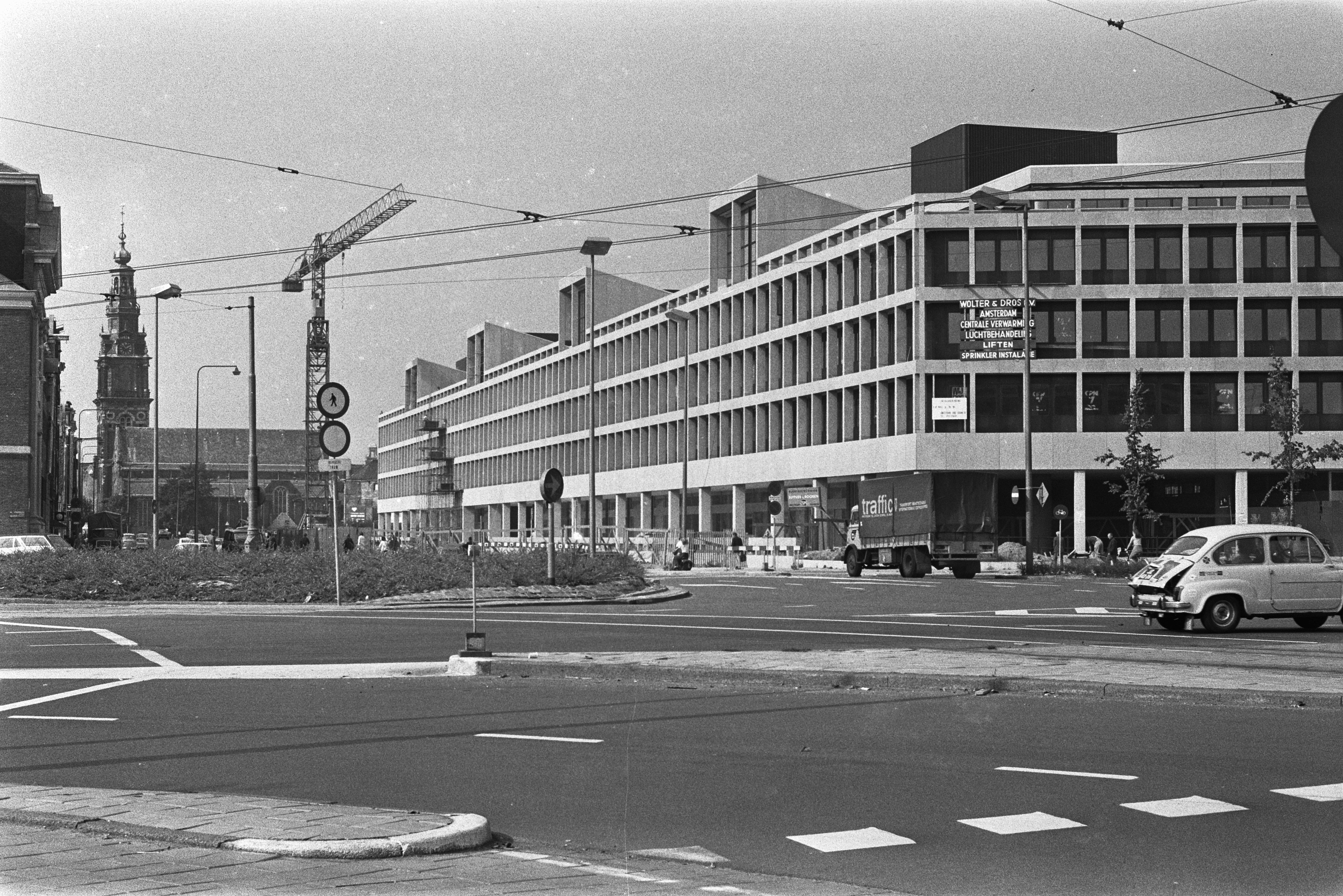
Het Burg. Tellegenhuis, bekend als het Maupoleum, werd in 1994 gesloopt. Ook de autotunnel onder het plein is verdwenen.

In Amsterdam, als grootste stad van Nederland, kwam de cityvorming eind 19e eeuw op gang als gevolg van economische voorspoed. Voordien bestond Amsterdam vooral uit grachtenpanden van circa 5 meter breed en de schaalvergroting was enorm. Het Centraal Station, de Beurs van Berlage, het Rijksmuseum, en het Concertgebouw waren alle van een geheel andere schaal. De Bijenkorf spande in die tijd de kroon: de gevel beslaat een heel blok. De schaalvergroting gold niet alleen voor gebouwen, maar ook voor straten. Zo werd de Halsteeg al in 1868 verbreed tot de Damstraat.

## Actieve cityvorming
In Amsterdam is in het midden van de 20e eeuw actief ingezet op cityvorming in de binnenstad. Dit paste ook in de lijn van het functiegescheiden bouwen zoals dat in het Algemeen Uitbreidingsplan van 1935 was opgenomen. Dit plan voorzag in een sterk groeiende hoofdstad, met een meegroeiende infrastructuur. In het Wederopbouwplan van 1953 was de nieuwe opzet van de inmiddels verkrotte en gedeeltelijk gesloopte buurt tussen Nieuwmarkt en Waterlooplein verder uitgewerkt. Daar hoorden grote gebouwen (zoals het Maupoleum) en brede wegen bij, een zienswijze die in de wederopbouwjaren van na de Tweede Wereldoorlog, onder andere in het Plan Jokinen, breeduit omarmd werd.
De Wibautstraat en Weesperstraat werden brede stadswegen, en nog meer straten stonden op de planning. Onderdeel van die uitbreidingen was het doortrekken van voornoemde straten dwars door de Nieuwmarktbuurt. In de Jodenbreestraat was de asfaltweg ondertussen ook verbreed en het leek slechts een kwestie van tijd voor de snelweg over de Prins Hendrikkade langs het Amsterdam Centraal en verder via de Haarlemmer Houttuinen er zou liggen. De betreffende centrumbuurten moesten toch op de schop voor de aanleg van de metro - het leek 'twee vliegen in één klap' te worden.
Tot aan de jaren 1970 zijn grote stukken van de oorspronkelijke bebouwing 'opgeruimd' om plaats te maken voor grote kantoorgebouwen en stadsautowegen. Rond 1970 kwam er steeds sterker protest tegen deze projecten, met als hoogtepunt de Nieuwmarktrellen in 1975.

### Cultuuromslag

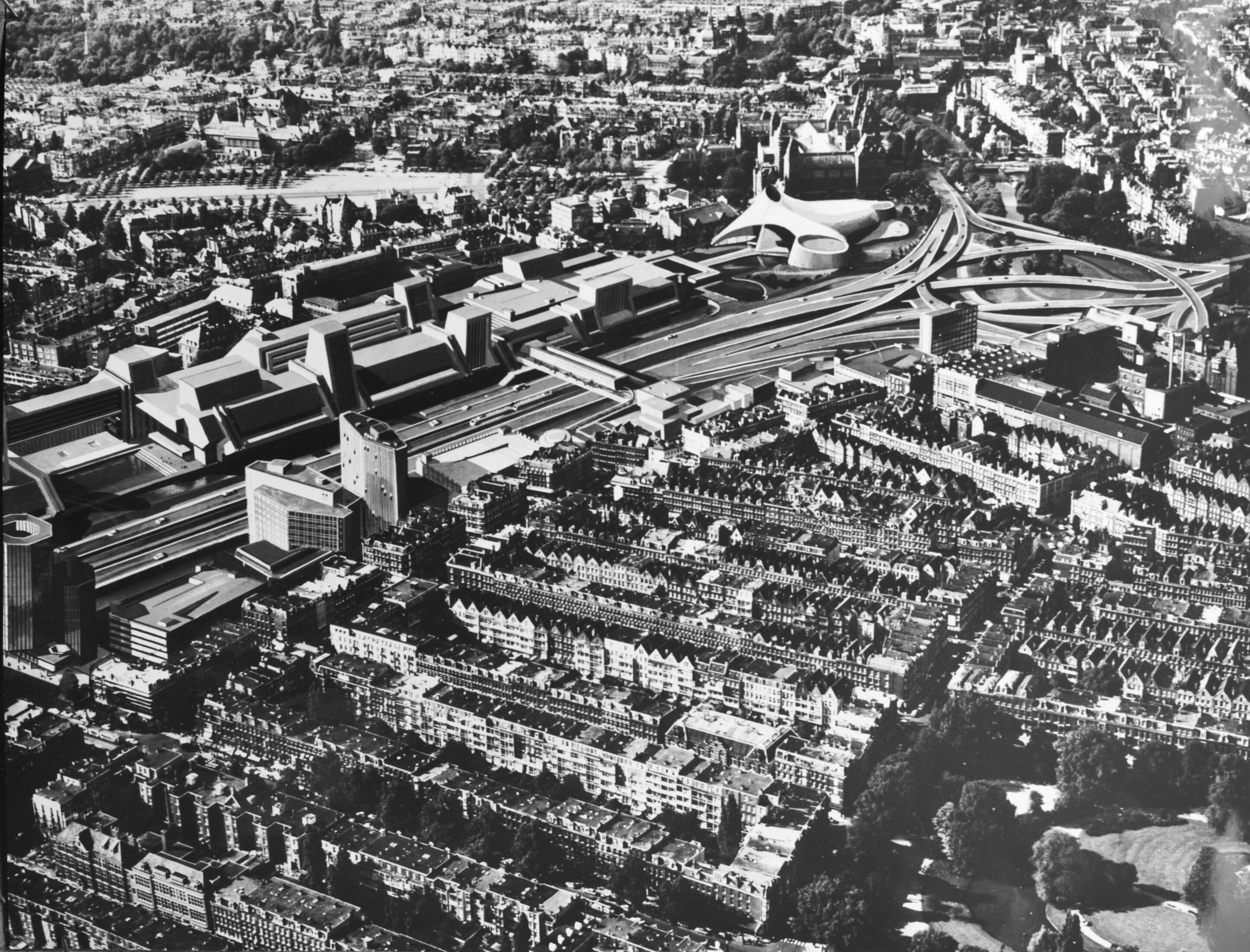
Beeld van de geplande maar weggestemde cityweg uit 1967

Het liep echter anders: Amsterdammers kregen genoeg van de als megalomaan ervaren uitbreidingsdrift van hun bestuurders en riepen die uiteindelijk een halt toe met een langlopende keten van protesten. Het ideaal van de jaren zestig, de gestuurde Cityvorming, werd impopulair; men wilde wonen in het centrum van de stad, en niet naar torenflats in buitenwijken weggedrukt worden door grootschalige kantoorgebouwen en kille zakelijkheid. De protesten hadden succes: de plannen voor de snelweg werden in 1972 in de gemeenteraad weggestemd, en de oude buurt werd in het kader van de stadsvernieuwing na de aanleg van de metro herbouwd. Hierdoor was het kleinschalige karakter van de Nieuwmarkt- en Jodenbuurt grotendeels behouden.
De plannen van de gemeente Amsterdam waren nog niet op. Zij waren eind jaren zeventig, beginjaren 80 bezig met cityvorming met onderdelen als de Stopera, Metro van Amsterdam en een brede weg van Amsterdam-Centrum naar Amsterdam-Oost. Er kwamen hevige protesten van buurtbewoners; die konden niet voorkomen dat het nieuwe stadhuis en de metro er kwamen, maar de brede weg dwars door het gebied kwam er nooit. Een overblijfsel van die geplande weg is nog terug te vinden in de exorbitant brede brug Sint Anthoniesluis. Woningen tussen de Sint Anthoniebreestraat, Moddermolenstraat en Raamgracht gingen tegen de vlakte.